# Liste der Baudenkmäler in Knetzgau

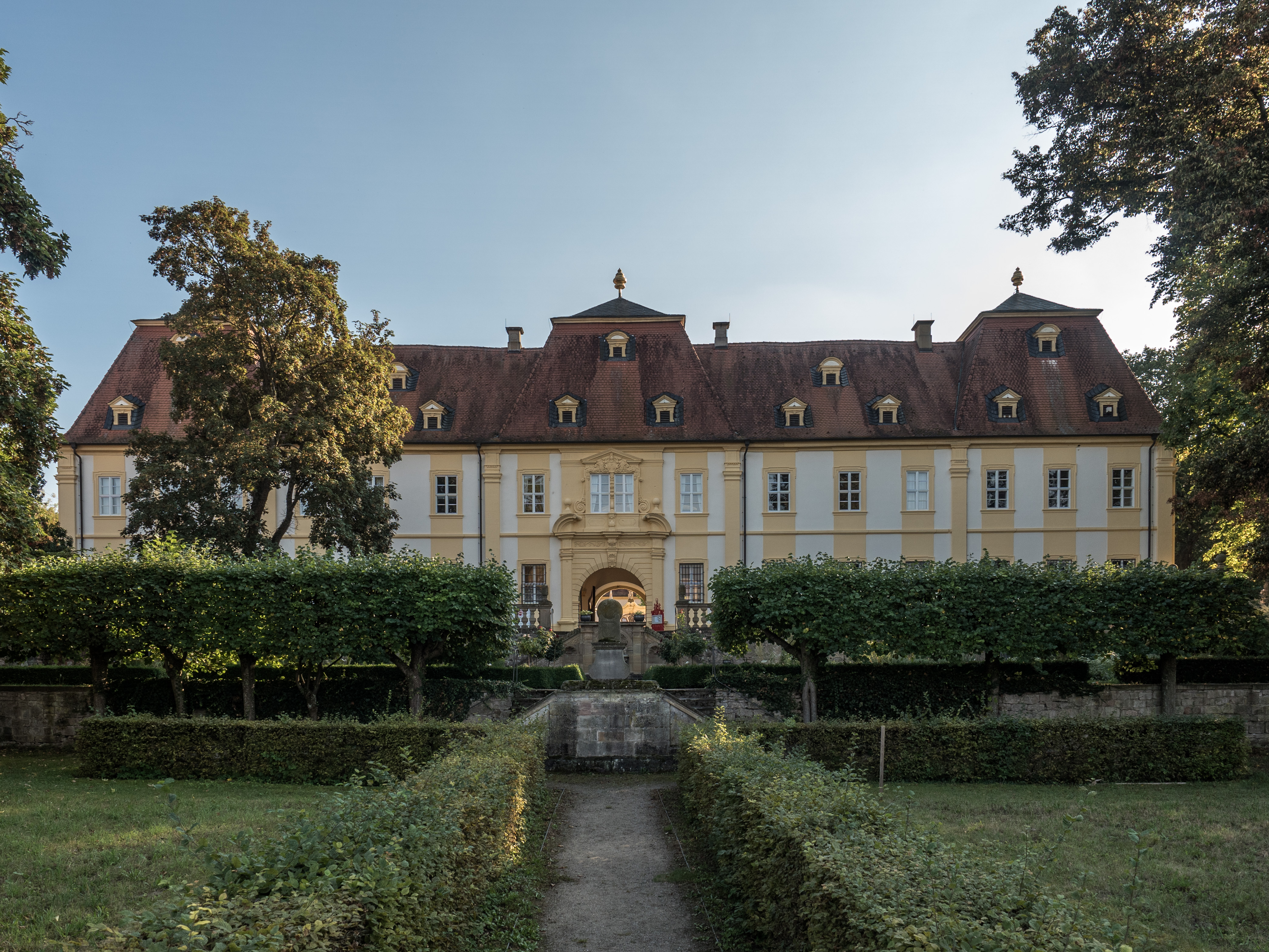
Schloss Oberschwappach

Auf dieser Seite sind die Baudenkmäler in der unterfränkischen Gemeinde Knetzgau zusammengestellt. Diese Tabelle ist eine Teilliste der Liste der Baudenkmäler in Bayern. Grundlage ist die Bayerische Denkmalliste, die auf Basis des Bayerischen Denkmalschutzgesetzes vom 1. Oktober 1973 erstmals erstellt wurde und seither durch das Bayerische Landesamt für Denkmalpflege geführt wird. Die folgenden Angaben ersetzen nicht die rechtsverbindliche Auskunft der Denkmalschutzbehörde.

## Baudenkmäler nach Ortsteilen

### Knetzgau
| Lage                                                 | Objekt                                                     | Beschreibung | Akten-Nr.                | Bild                                                |
| ---------------------------------------------------- | ---------------------------------------------------------- | --- | ------------------------ | --------------------------------------------------- |
| Hauptstraße 8 (Standort)                             | Standbild des Heiligen Wendelin                            | Sandstein, barockisierend, 1950er Jahre | D-6-74-163-2 Wikidata    | weitere Bilder                                      |
| Hauptstraße 12 (Standort)                            | Bauernhaus                                                 | Eingeschossiger und giebelständiger Satteldachbau, Sandsteinquader mit Werksteingliederungen und Hofpforte mit profilierten Deckplatten, bezeichnet „1859“                                                    | D-6-74-163-100 Wikidata  | weitere Bilder                                      |
| Hauptstraße 69 (Standort)                            | Ehemaliges Kaufhaus Mendel                                 | Wohn- und Geschäftshaus, zweigeschossiger und traufständiger Halbwalmdachbau mit Zwerchhaus, Erkertürmen und Veranda, historisierender Jugendstil, 1913                                                       | D-6-74-163-102 Wikidata  | weitere Bilder                                      |
| Kellerweg 2 (Standort)                               | Bauernhaus                                                 | Gestelzter zweigeschossiger und giebelständiger Satteldachbau mit faszierten Rahmungen und verputztem Fachwerkobergeschoss, um 1700                                                                           | D-6-74-163-103 Wikidata  | weitere Bilder                                      |
| Kindergartenstraße, in umfriedeter Anlage (Standort) | Kriegerdenkmal                                             | Für die Gefallenen des Ersten Weltkriegs, Obelisk, davor ruhender Löwe, Sandstein, 1923/24 | D-6-74-163-101 Wikidata  | weitere Bilder                                      |
| Kirchweg 1 (Standort)                                | Katholische Pfarrkirche St. Bartholomäus                   | 1760 erbaut und 1904/05 erweitert; mit Ausstattung | D-6-74-163-5 Wikidata    | weitere Bilder                                      |
| Kirchweg 4, in der Aussegnungshalle (Standort)       | Kruzifix                                                   | Dreinageltypus mit Kreuzesinschrift, Sandstein, spätbarock, Mitte 18. Jahrhundert | D-6-74-163-104 Wikidata  | Kruzifix                                            |
| Maingasse 29 (Standort)                              | Ehemaliges Schifferhaus                                    | Eingeschossiger und giebelständiger Mansardwalmdachbau, bezeichnet „1817“ (am Keller) | D-6-74-163-105 Wikidata  | weitere Bilder                                      |
| Mühlenweg (Standort)                                 | Brücke                                                     | Zweijochige Bogenbrücke über den Westheimer Bach, Bruchstein, 18. Jahrhundert | D-6-74-163-107 Wikidata  | Brücke                                              |
| Mühlenweg 12 (Standort)                              | Ehemalige Dorfmühle                                        | Mit Mansardwalmdach, bezeichnet „1798“ | D-6-74-163-106 Wikidata  | weitere Bilder                                      |
| Mühlenweg 12 (Standort)                              | Nebengebäude                                               | Bezeichnet „1836“ | D-6-74-163-106 Wikidata  | weitere Bilder                                      |
| Mühlenweg; Weidengasse (Standort)                    | Bildstock                                                  | Korinthisierende Säule auf Mena, Aufsatz mit Geißelung und Lanzenstich des Longinus, Sandstein, Sockel 1732, Kopf erneuert                                                                                    | D-6-74-163-13 Wikidata   | Bildstock                                           |
| Nähe Hainerter Straße (Standort)                     | Friedhof                                                   | Vierzehn Kreuzwegstationen, gerahmte Reliefs mit Rocaillekartuschen, Sandstein, Rokoko, um 1741, Johann Georg Moritz zugeschrieben                                                                            | D-6-74-163-15 Wikidata   | weitere Bilder                                      |
| Nähe Hainerter Straße (Standort)                     | Friedhof                                                   | Friedhofskreuz, Dreinageltypus auf Inschriftsockel, Sandstein, 1813 | D-6-74-163-15 zugehörig  | weitere Bilder                                      |
| Nähe Ringstraße (Standort)                           | Hoftoranlage                                               | Torpfeiler mit Spiegel, rundbogige Pforte mit Sitznischen, Inschrift, Maske und Palmette, sowie Kugelaufsätzen, Sandstein, bezeichnet „1721“                                                                  | D-6-74-163-8 Wikidata    | Hoftoranlage                                        |
| Nähe Seelohe, an der Straße nach Zell (Standort)     | Bildstock                                                  | Pfeiler auf Sockel und Standplatte, Aufsatz mit Inschrift, Kreuztragung, Kreuzigung und Beweinung, Sandstein, barock, bezeichnet „1696“                                                                       | D-6-74-163-20 Wikidata   | Bildstock                                           |
| Nähe Westheimer Straße (Standort)                    | Bildstock mit Tischsockel                                  | Aufsatz auf Kapitell, auf der Mensa mit profilierter Platte Gehäuse mit architektonischer Gliederung, Sandstein, barock, wohl viertes Viertel 17. Jahrhundert                                                 | D-6-74-163-3 Wikidata    | Bildstock mit Tischsockel                           |
| Pfarrgasse (Standort)                                | Standbild Heiliger Wendelin                                | Auf Sockel mit Rocaille, Sandstein, Rokoko, 2. Hälfte 18. Jhd. | D-6-74-163-7 Wikidata    | Standbild Heiliger Wendelin                         |
| Pfarrgasse 2; Pfarrgasse 4 (Standort)                | Hoftor                                                     | Zwei Pfeiler mit profilierten Kämpfern und Aufsätzen, Fußgängerpforte mit Giebelvoluten, Sandstein, Biedermeier, um 1825                                                                                      | D-6-74-163-110 Wikidata  | Hoftor                                              |
| Nähe Kirchweg (Standort)                             | Kirchgaden                                                 | Eingeschossiger und giebelständiger Satteldachbau mit hangseitigem Halbwalm, Bruchstein und Fachwerk, 17./18. Jahrhundert, Dachwerk 1819 (i)                                                                  | D-6-74-163-6 Wikidata    | weitere Bilder                                      |
| Kirchweg 1; Pfarrgasse 2 (Standort)                  | Ringmauer                                                  | Reste der ehemaligen Befestigung (innere Ringmauer), Bruchstein, erste Hälfte 12. Jahrhundert, um 1500, frühes 17. Jahrhundert (i), 17./18. Jahrhundert                                                       | D-6-74-163-6 Wikidata    | Ringmauer                                           |
| Plan 9 (Standort)                                    | Ehemaliges Gasthaus                                        | Zweigeschossiger und traufständiger Satteldachbau mit Fußwalm und Fachwerkobergeschoss, 17. Jahrhundert, mit Veränderungen                                                                                    | D-6-74-163-109 Wikidata  | weitere Bilder                                      |
| Rennsteig 19 (Standort)                              | Kreuzigungsgruppe mit Maria und Johannes Evangelist        | Kruzifix im Dreinageltypus auf profiliertem Sockel, Sandstein, Renaissance, um 1600/20 | D-6-74-163-22 Wikidata   | Kreuzigungsgruppe mit Maria und Johannes Evangelist |
| Ringstraße (Standort)                                | Bildstock                                                  | Säule auf Mensa, dreiseitiger Aufsatz mit Marienkrönung, Himmelfahrt Mariens und Immaculata, Sandstein, spätbarock, um 1760/80                                                                                | D-6-74-163-4 Wikidata    | Bildstock                                           |
| Ringstraße 5 (Standort)                              | Hoftor mit Fußgängerportal                                 | Ornamentierte Spiegelpfeiler mit Aufsätze und Pietà, Sandstein, bezeichnet „1731“ | D-6-74-163-9 Wikidata    | Hoftor mit Fußgängerportal                          |
| Ringstraße 15 (Standort)                             | Ehemaliges Bauernhaus                                      | Eingeschossiger und giebelständiger Satteldachbau, Giebel mit Zierfachwerk, um 1700 | D-6-74-163-111 Wikidata  | Ehemaliges Bauernhaus                               |
| Ringstraße 33 (Standort)                             | Wohnhaus                                                   | Zweigeschossiger Walmdachbau, mit Fachwerkobergeschoss, 18. Jahrhundert, Hausfigur, Immaculata, Sandstein, 18. Jahrhundert                                                                                    | D-6-74-163-10 Wikidata   | weitere Bilder                                      |
| Schloßweg 5 (Standort)                               | Zweigeschossiger Walmdachbau                               | Obergeschoss Fachwerk, 18. Jahrhundert | D-6-74-163-113 Wikidata  | BW                                                  |
| Schloßweg 11 (Standort)                              | Ehemalige Zehntscheune                                     | Zweigeschossiger und traufständiger Satteldachbau mit verputztem Fachwerkobergeschoss, 1532 (dendro.dat.) auf älteren Kellern errichtet, im 18. Jhd. Nordteil zur Zehntscheune umgebaut und Südteil verändert | D-6-74-163-12 Wikidata   | Ehemalige Zehntscheune                              |
| Schloßweg 12 (Standort)                              | Wohnhaus                                                   | Zweigeschossiger Walmdachbau mit vorspringendem Obergeschoss, im Kern Teil der ehemaligen Wasserburg, 17./18. Jahrhundert                                                                                     | D-6-74-163-114 Wikidata  | Wohnhaus                                            |
| Schulgasse 1 (Standort)                              | Bauernhof                                                  | Frühes 19. Jahrhundert, Wohngebäude zweigeschossiger und giebelständiger Halbwalmdachbau mit Gesimsteilung | D-6-74-163-115 Wikidata  | BW                                                  |
| Schulgasse 1 (Standort)                              | Bauernhof, Stall                                           | Gestelzter eingeschossiger Walmdachbau mit offener Remise, Sandstein | D-6-74-163-115 zugehörig | weitere Bilder                                      |
| Schulgasse 1 (Standort)                              | Bauernhof, Scheune                                         | Gestelzter zweiteiliger Halbwalmdachbau mit Giebelwand, Sandsteinquader | D-6-74-163-115 zugehörig | weitere Bilder                                      |
| Siechkapelle (Standort)                              | Ehemalige Siechenkapelle                                   | Saalbau mit eingezogenem Chor, Walmdach und verschiefertem Dachreiter, 17. Jahrhundert, im Kern mittelalterlich; mit Ausstattung                                                                              | D-6-74-163-18 Wikidata   | weitere Bilder                                      |
| Siechkapelle (Standort)                              | Bildstock                                                  | Gefaster ionische Pfeiler auf Inschriftsockel, Aufsatz mit Reliefs der Kreuzigung und Heiliger, Sandstein, barock, bezeichnet „1732“                                                                          | D-6-74-163-19 Wikidata   | weitere Bilder                                      |
| Staatsstraße 2277 (Standort)                         | Bildstock                                                  | Säule auf Postament, Blattkapitell mit Eckvoluten, balusterartiger Reliefaufsatz mit Kreuzigungsdarstellung, um 1740/60; an der ST 2277 zwischen Knetzgau und Sand a. M.                                      | D-6-74-163-16 Wikidata   | Bildstock                                           |
| Steinbruch; an der Straße nach Zell (Standort)       | Wegkreuz                                                   | Dreinageltypus, Holz, um 1950, unter Blechdach | D-6-74-163-21 Wikidata   | BW                                                  |
| Westheimer Straße 3 (Standort)                       | Ehemalige Synagoge, jetzt Wohnhaus                         | Zweigeschossiger und giebelständiger Satteldachbau mit rückwärtigem Walm, mit Mikwe, um 1800 | D-6-74-163-117 Wikidata  | weitere Bilder                                      |
| Westheimer Straße 6 (Standort)                       | Ehemaliges Wohnstallhaus                                   | Eingeschossiger und giebelständiger Satteldachbau mit geohrten Rahmungen und Fachwerkgiebel, frühes 18. Jahrhundert, verändert 1842                                                                           | D-6-74-163-118 Wikidata  | weitere Bilder                                      |
| Westheimer Straße 8 (Standort)                       | Ehemaliger Würzburger Schultheißenhof, heute Gasthaus Russ | Zweigeschossiger und traufständiger Satteldachbau mit Eckpilastern und geohrten Rahmungen, Sandstein, 18./19. Jahrhundert                                                                                     | D-6-74-163-116 Wikidata  | weitere Bilder                                      |
| Westheimer Straße 8 (Standort)                       | Ehemaliger Würzburger Schultheißenhof, Nebengebäude        | Zweigeschossiger Bau mit flachem Walmdach und rustiziertem Tor, Sandstein, 18. Jahrhundert | D-6-74-163-116 zugehörig | Ehemaliger Würzburger Schultheißenhof, Nebengebäude |
| Westheimer Straße 13 (Standort)                      | Bauernhaus                                                 | Zweigeschossiges und giebelständiges Satteldach mit Fachwerkobergeschoss, 1720 | D-6-74-163-14 Wikidata   | Bauernhaus                                          |
| Staatsstraße 2277; im Ort (Standort)                 | Tabernakel                                                 | Mit Kreuzschlepper; 18./19. Jahrhundert | D-6-74-163-33 Wikidata   | BW                                                  |

### Eschenau
| Lage                                    | Objekt                                         | Beschreibung | Akten-Nr.                | Bild            |
| --------------------------------------- | ---------------------------------------------- | --- | ------------------------ | --------------- |
| Am Kirchberg 1; Am Kirchberg (Standort) | Ehemaliges Pfarrhaus                           | Eingeschossiges Halbwalmdachhaus, um 1700 | D-6-74-163-119 Wikidata  | weitere Bilder  |
| Am Kirchberg 1; Am Kirchberg (Standort) | Brunnenhaus                                    | Traufständiger Satteldachbau, Bruchstein- und Quadermauerwerk in Sandstein, Hohlziegeldeckung, 19. Jahrhundert                                          | D-6-74-163-119 zugehörig | weitere Bilder  |
| Am Kirchberg 2 (Standort)               | Evangelisch-lutherische Pfarrkirche            | Saalbau mit Satteldach und Chorturm mit Zwiebelhaube, mit geohrten Rahmungen in Sandstein, Chor 1600, Langhaus 1720; mit Ausstattung                    | D-6-74-163-23 Wikidata   | weitere Bilder  |
| August-Wacker-Straße 3 (Standort)       | Torbogen                                       | Wohl 18. Jahrhundert | D-6-74-163-24 Wikidata   | weitere Bilder  |
| Bergstraße 1 (Standort)                 | Wohnhaus                                       | Zweigeschossiger und giebelständiger Krüppelwalmdachbau mit geohrten Rahmungen und Fachwerkobergeschoss, bezeichnet „1790“                              | D-6-74-163-25 Wikidata   | weitere Bilder  |
| Eulengasse 14 (Standort)                | Ehemalige Mühle                                | Zweigeschossiger Halbwalmdachbau, südlich mit Mansarde, geohrte Rahmungen und Fachwerkobergeschoss, 18. Jahrhundert                                     | D-6-74-163-125 Wikidata  | Ehemalige Mühle |
| Gangolfsbergstraße 10 (Standort)        | Ehemaliger Gasthof Steigerwald, jetzt Wohnhaus | Zweigeschossiger und traufständiger Satteldachbau mit Zwerchhaus und Fachwerkgiebeln, rückseitiger Flügel mit Fachwerkobergeschoss, 17./18. Jahrhundert | D-6-74-163-120 Wikidata  | weitere Bilder  |
| Gangolfsbergstraße 10 (Standort)        | Hoftor                                         | Rustiziertes Rundbogenportal mit gesprengtem Giebel, Sandstein, spätbarock, bezeichnet „1730“, transloziert 1987                                        | D-6-74-163-120 zugehörig | weitere Bilder  |
| Gangolfsbergstraße 12 (Standort)        | Rathaus                                        | Zweigeschossiger Walmdachbau mit Fachwerkobergeschoss und Dachreiter, bezeichnet „1706“                                                                 | D-6-74-163-26 Wikidata   | weitere Bilder  |
| Gangolfsbergstraße 13 (Standort)        | Scheune                                        | Traufständiger Fachwerkbau mit Satteldach, bezeichnet „1748“                                                                                            | D-6-74-163-129 Wikidata  | Scheune         |

### Hainert
| Lage | Objekt                              | Beschreibung | Akten-Nr.               | Bild                        |
| --- | ----------------------------------- | --- | ----------------------- | --------------------------- |
| Bödelein; an der Straße nach Haßfurt (Standort)                                                          | Bildstock                           | Säule auf Inschriftsockel, Aufsatz mit Inschrift, Beweinung, 14 Nothelfer und heiliger Georg, Sandstein, barock, bezeichnet „1730“                        | D-6-74-163-39 Wikidata  | Bildstock                   |
| J.-v.-Wolnberg-Straße 3; Ortsausgang nach Westheim (Standort)                                            | Altarbildstock                      | Rundbogiger Aufsatz mit Heiligen Georg, Wendelin und Märtyrerin, Sandstein, 1813, auf Mensa von 1963                                                      | D-6-74-163-36 Wikidata  | Altarbildstock              |
| J.-v.-Wolnberg-Straße 13 (Standort)                                                                      | Wohnhaus                            | Eingeschossiger und giebelständiger Steildachbau, mit Fachwerkgiebel, 17./18. Jahrhundert                                                                 | D-6-74-163-27 Wikidata  | Wohnhaus                    |
| J.-v.-Wolnberg-Straße 19 (Standort)                                                                      | Hausmadonna                         | Maria Immaculata, Holz, 18. Jahrhundert | D-6-74-163-28 Wikidata  | Hausmadonna                 |
| J.-v.-Wolnberg-Straße 30 (Standort)                                                                      | Fußgängerpforte                     | Sturz mit Vasen und Marienfigur, Sandstein, spätklassizistisch, 1856                                                                                      | D-6-74-163-29 Wikidata  | Fußgängerpforte             |
| J.-v.-Wolnberg-Straße 53 (Standort)                                                                      | Wegkapelle                          | Walmdachbau mit Firstkreuz und Hausteingliederungen in Sandstein, 19. Jahrhundert                                                                         | D-6-74-163-30 Wikidata  | weitere Bilder              |
| Kalmansdorfer Straße 1; Nähe J.-v.-Wolnberg-Straße (Standort)                                            | Katholische Filialkirche St. Joseph | Saalkirche mit eingezogenem Chor, Sakreisteivorbau und Dachreiter, Chor und Sakristei 15. Jahrhundert, Langhaus 17./19. Jahrhundert; mit Ausstattung      | D-6-74-163-31 Wikidata  | weitere Bilder              |
| Kalmansdorfer Straße 1; Nähe J.-v.-Wolnberg-Straße, vor der Kirche (Standort)                            | Christus an der Martersäule         | Auf Sockel mit der Flucht nach Ägypten, Sandstein, 18. Jahrhundert                                                                                        | D-6-74-163-31 zugehörig | Christus an der Martersäule |
| Kleinflürlein; an der Straße nach Westheim (Standort)                                                    | Bildstock                           | Säule, auf rundem Sockel mit heiligem Petrus, dreiseitiger Aufsatz mit heiligem Wendlin, gutem Hirten und Beweinung, Sandstein, Rokoko, bezeichnet „1767“ | D-6-74-163-37 Wikidata  | Bildstock                   |
| Nähe J.-v.-Wolnberg-Straße (Standort)                                                                    | Friedhofskreuz                      | Dreinageltypus auf Inschriftsockel, Sandstein, Rokoko, bezeichnet „1752“                                                                                  | D-6-74-163-32 Wikidata  | Friedhofskreuz              |
| Sauerländig, an der Straße nach Wonfurt (Standort)                                                       | Bildstock                           | Säule auf Mensa, Aufsatz mit Kreuzigung und Inschrift, Sandstein, spätbarock, um 1800                                                                     | D-6-74-163-38 Wikidata  | Bildstock                   |
| Seelein; am Körperschaftswald „Seel“ (Standort)                                                          | Bildstock                           | Gefasster Pfeiler auf Inschriftsockel, Aufsatz mit modernen Bildern, bezeichnet „1794“                                                                    | D-6-74-163-127 Wikidata | weitere Bilder              |
| an der Kreisstraße HAS 12 (an der Einmündung in die Staatsstraße St 2276 bei Mariaburghausen) (Standort) | Bildstock                           | Säule auf gebauchtem Sockel, Aufsatz mit Kreuzigung, Beweinung, Bischof und Inschrift, Sandstein, 1721                                                    | D-6-74-163-1 Wikidata   | Bildstock                   |

### Neuhaus
| Lage                 | Objekt               | Beschreibung                                                                               | Akten-Nr.      | Bild           |
| -------------------- | -------------------- | ------------------------------------------------------------------------------------------ | -------------- | -------------- |
| Neuhaus 1 (Standort) | Ehemaliges Forsthaus | Zweigeschossiger Walmdachbau, 1748–50 von Johann Jakob Michael Küchel; Dach 1763 erneuert. | D-6-74-163-142 | weitere Bilder |

### Oberschwappach
| Lage                                                                 | Objekt                                     | Beschreibung | Akten-Nr.                        | Bild              |
| -------------------------------------------------------------------- | ------------------------------------------ | --- | -------------------------------- | ----------------- |
| Abt-Eugen-Montag-Straße (Standort)                                   | Bildstock                                  | Gefaster Pfeiler auf Inschriftsockel, glatter Aufsatz mit ausladender Haube, Sandstein, bezeichnet „1797“ | D-6-74-163-41 Wikidata           | weitere Bilder    |
| Am See; nahe der Straße nach Donnersdorf (Standort)                  | Bildstock                                  | Gefaster Pfeiler auf Sockel, Aufsatz mit Kreuzigung und Inschrift, Sandstein, bezeichnet „1711“ | D-6-74-163-54 Wikidata           | weitere Bilder    |
| Ebenlohn; an der Straße nach Eschenau (Standort)                     | Bildstock                                  | Gefaster Schaft auf Sockel, Aufsatz mit Inschrift und Kreuzigung, Sandstein, bezeichnet 1752, renoviert 1935 | D-6-74-163-50 Wikidata           | Bildstock         |
| Haslach; am Weg nach Steinsfeld (Standort)                           | Bildstock                                  | Gefaster Pfeiler auf Sockel, Aufsatz mit Beweinung, Sandstein, 1877 | D-6-74-163-53 Wikidata           | Bildstock         |
| Nähe Hofleite (Standort)                                             | Sandsteinkruzifix                          | Dreinageltypus auf Inschriftensockel, bez. 1946 | D-6-74-163-145                   | Sandsteinkruzifix |
| Mühlleite; nördlich des Dorfes, nahe Straße nach Westheim (Standort) | Bildstock                                  | Gefaster Pfeiler auf Sockel, Aufsatz mit Inschrift, Sandstein, bezeichnet „1700“ | D-6-74-163-52 Wikidata           | weitere Bilder    |
| Nähe Scherenbergstraße; nordwestlicher Ortsausgang (Standort)        | Kreuzschlepper                             | Auf Balusterpfeiler über Mensa, Sandstein, barock, bezeichnet „1719“ | D-6-74-163-49 Wikidata           | Kreuzschlepper    |
| Nähe Schloßstraße; Schloßstraße 6; Nähe Scherenbergstraße (Standort) | Schloss Oberschwappach                     | Ehemaliger Sommersitz der Äbte von Ebrach, 1733/38, vermutlich von Johann Leonhard Dientzenhofer Hauptbau zweigeschossige Dreiflügelanlage mit Eckpavillons, Sattel-, Walm- und Mansardwalmdächern, Mittelrisalit mit rustiziertem Hauptportal, Werksteingliederungen in Sandstein | D-6-74-163-48                    | weitere Bilder    |
| Nähe Schloßstraße; Schloßstraße 6; Nähe Scherenbergstraße (Standort) | Schloss Oberschwappach, Brunnenanlage      | Exedra mit Muschelwand, Neptunfigur und Volutengiebel, Sandstein | D-6-74-163-48 zugehörig          | weitere Bilder    |
| Nähe Schloßstraße; Schloßstraße 6; Nähe Scherenbergstraße (Standort) | Schloss Oberschwappach, Stallungen         | Eingeschossiger Walmdachbau mit Kniestock und Heuboden, Werksteingliederungen in Sandstein, auf der Ostseite zweigeschossige Pavillon mit Mansardwalmdach, korbbogiger Durchfahrt und Pilastergliederung                                                                           | D-6-74-163-48 zugehörig          | weitere Bilder    |
| Nähe Schloßstraße; Schloßstraße 6; Nähe Scherenbergstraße (Standort) | Schloss Oberschwappach, Remise             | Eingeschossiger Walmdachbau mit zwei Toreinfahrten | D-6-74-163-48 zugehörig          | weitere Bilder    |
| Nähe Schloßstraße; Schloßstraße 6; Nähe Scherenbergstraße (Standort) | Schloss Oberschwappach, Terrassengarten    | Mit zweiläufiger Treppe und Laufbrunnen mit Muschelnische, Bruchstein mit Werksteingliederungen in Sandstein | D-6-74-163-48 zugehörig          | weitere Bilder    |
| Nähe Schloßstraße; Schloßstraße 6; Nähe Scherenbergstraße (Standort) | Schloss Oberschwappach, Parktor            | Zwei Pfosten mit Pilastern und Vasenaufsatz, Sandstein | D-6-74-163-48 zugehörig          | weitere Bilder    |
| Nähe Schloßstraße; Schloßstraße 6; Nähe Scherenbergstraße (Standort) | Schloss Oberschwappach, Wachhäuschen       | Eingeschossiger Pyramidendachbau, 1779 | D-6-74-163-48 zugehörig Wikidata | weitere Bilder    |
| Nähe Schloßstraße; Schloßstraße 6; Nähe Scherenbergstraße (Standort) | Schloss Oberschwappach, Gartentor          | | D-6-74-163-48 zugehörig Wikidata | weitere Bilder    |
| Nähe Schloßstraße; Schloßstraße 6; Nähe Scherenbergstraße (Standort) | Schloss Oberschwappach, Einfriedungsmauern | | D-6-74-163-48 zugehörig          | weitere Bilder    |
| Nähe Unterschwappacher Straße (Standort)                             | Friedhofskreuz                             | Dreinageltypus auf Inschriftsockel, Sandstein, neugotisch, bezeichnet „1896“ | D-6-74-163-51 Wikidata           | Friedhofskreuz    |
| Nutz (Standort)                                                      | Tabernakelbildstock                        | Auf Inschriftsockel, halbrunder Baldachin auf Balustersäulen, Rückwand mit Marienkrönung, Sandstein, bezeichnet „1757“ | D-6-74-163-134 Wikidata          | weitere Bilder    |
| Ortsstraße Oberschwappach-Wohnau (Standort)                          | Bildstock                                  | Achtkantpfeiler auf Sockel, Aufsatz mit Beweinung und Inschrift, Sandstein, bezeichnet „1723“ | D-6-74-163-133 Wikidata          | weitere Bilder    |
| Ortsstraße Oberschwappach-Wohnau (Standort)                          | Bildstockkopf                              | Mit Dreifaltigkeit, Sandstein, Rokoko, drittes Viertel 18. Jahrhundert | D-6-74-163-133 zugehörig         | BW                |
| am Weg nach Eschenau ()                                              | Säulenbildstock                            | Um 1750/60; nicht nachqualifiziert, im Bayerischen Denkmal-Atlas nicht kartiert | D-6-74-163-55 Wikidata           |                   |
| Scherenbergstraße (Standort)                                         | Bildstock                                  | Gedrehte Säule auf Inschriftsockel, Aufsatz mit Dreifaltigkeit und Maria, Sandstein, neugotisch, bezeichnet „1868“ | D-6-74-163-43 Wikidata           | Bildstock         |
| Scherenbergstraße 17 (Standort)                                      | Gasthof zum Stern                          | Zweigeschossiger und giebelständiger Satteldachbau mit Fachwerkobergeschoss, wohl 17. Jahrhundert | D-6-74-163-44 Wikidata           | Gasthof zum Stern |
| Scherenbergstraße 19 (Standort)                                      | Wohnhaus                                   | Zweigeschossiger und giebelständiger Satteldachbau mit Fachwerkobergeschoss, um 1600 | D-6-74-163-45 Wikidata           | weitere Bilder    |
| Scherenbergstraße 25 (Standort)                                      | Bauernhaus                                 | Zweigeschossiger und giebelständiger Satteldachbau mit Zwerchhaus und Fachwerkobergeschoss und -giebel, 18.–20. Jahrhundert | D-6-74-163-46 Wikidata           | Bauernhaus        |
| Scherenbergstraße 26 (Standort)                                      | Katholische Kuratiekirche St. Barbara      | Saalkirche mit eingezogenem Chor, Walmdach und Dachreiter mit welscher Haube, Giebelfassade mit Werksteingliederungen in Sandstein, Anlage des späten 16. Jahrhunderts, Langhaus 1721, Entwurf und Ausführung von Joseph Greissing; mit Ausstattung                                | D-6-74-163-47 Wikidata           | weitere Bilder    |
| Scherenbergstraße 26, bei der Kirche (Standort)                      | Friedhofskreuz-Fragment                    | Um 1800 | D-6-74-163-47 zugehörig          | weitere Bilder    |
| Sommertal 5 (Standort)                                               | Hoftor mit Fußgängerpforte                 | Pfeiler mit Aufsatz, Pforte mit profiliertem und geohrtem Rahmen und Aufsätzen, Sandstein, spätbarock, 1761 | D-6-74-163-42 Wikidata           | weitere Bilder    |

### Unterschwappach
| Lage                                                                   | Objekt                                  | Beschreibung | Akten-Nr.                        | Bild            |
| ---------------------------------------------------------------------- | --------------------------------------- | --- | -------------------------------- | --------------- |
| Am Dampfacher Weg; am Weg vom Friedhof nach Reinhardswinden (Standort) | Bildstock                               | Ionische Säule auf Inschriftsockel, Aufsatz mit heiligem Michael und 14 Nothelfern, Sandstein, 1732                                                    | D-6-74-163-64 Wikidata           | weitere Bilder  |
| Dorfstraße (Standort)                                                  | Bildstock                               | Sockel mit oktogonalem Pfeiler mit Voluten an der Basis, Aufsatz Figur der Pietà, 19. Jahrhundert.                                                     | D-6-74-163-143                   | weitere Bilder  |
| Dorfstraße 25 (Standort)                                               | Bauernhaus                              | Zweigeschossiger und giebelständiger Krüppelwalmdachbau mit Rokokokartusche, Sandstein, Wappen des Ebracher Abtes Wilhelm II. Roßhirt, 18. Jahrhundert | D-6-74-163-56 Wikidata           | weitere Bilder  |
| Dorfstraße 25 (Standort)                                               | Bauernhaus                              | Hoftor, zwei Pfeiler mit Kämpfern und Aufsätzen, Fußgängerpforte mit geohrtem und fasziertem Rahmen, Sandstein, 18.–19. Jahrhundert                    | D-6-74-163-56 zugehörig Wikidata | weitere Bilder  |
| Dorfstraße 28 (Standort)                                               | Hoftoranlage                            | Rustizierte Pfeiler, Fußgängerpforte mit gesprengtem Giebel, Sandstein, spätklassizistisch, bezeichnet „1848“                                          | D-6-74-163-57 Wikidata           | Hoftoranlage    |
| Dorfstraße 30, in ehemaliger Schlossmauer eingelassen (Standort)       | Fußgängerpforte                         | Geohrter und faszierter Rahmen, Sandstein, spätbarock, 18./19. Jahrhundert                                                                             | D-6-74-163-58 Wikidata           | Fußgängerpforte |
| Dorfstraße 34 (Standort)                                               | Katholische Filialkirche St. Laurentius | Saalbau mit eingezogenem Chor, Satteldach, südöstlichem Turm mit Zwiebelhaube, nachgotisch, 1555 (modern bezeichnet „1609“); mit Ausstattung           | D-6-74-163-59 Wikidata           | weitere Bilder  |
| Dorfstraße 40 (Standort)                                               | Hohe Mühle                              | Zweigeschossiger Halbwalmdachbau mit Fachwerkobergeschoss, bezeichnet 1831, erbaut 1571 (dendrochronologisch datiert)                                  | D-6-74-163-60 Wikidata           | Hohe Mühle      |
| Dorfstraße 40 (Standort)                                               | Hohe Mühle                              | Ehemaliger Stall, jetzt Wohnhaus, eingeschossiger Satteldachbau aus Sandsteinquadern, 1889                                                             | D-6-74-163-60 zugehörig          | BW              |
| Dorfstraße 40 (Standort)                                               | Hohe Mühle, Scheune                     | Satteldachbau mit Stichbogeneinfahrt und Anbau mit Satteldach und Fachwerkgiebel, 19. Jahrhundert                                                      | D-6-74-163-60 zugehörig          | BW              |
| Dorfstraße; Meffertstraße; Trappgasse (Standort)                       | Mariensäule                             | Immaculata auf gedrehter Säule und Inschriftsockel, Sandstein, neugotisch, 1880                                                                        | D-6-74-163-62 Wikidata           | weitere Bilder  |
| Große Point (Standort)                                                 | Wegkapelle                              | Offenes Gehäuse mit Satteldach und Korbbogentonne, um 1830/50                                                                                          | D-6-74-163-66 Wikidata           | Wegkapelle      |
| Kreisstraße HAS 29; am Feldweg nach Steinsfeld (Standort)              | Bildstock                               | Kantpfeiler auf Inschriftsockel, Aufsatz mit Beweinung und Marienkrönung, Sandstein, neugotisch, 1860                                                  | D-6-74-163-65 Wikidata           | Bildstock       |
| Kreisstraße HAS 29, in neuer Wegkapelle (Standort)                     | Relief der Heiligen Wendelin und Maria  | Sandstein, neugotisch, viertes Viertel 19. Jahrhundert                                                                                                 | D-6-74-163-135 Wikidata          | weitere Bilder  |
| Nähe Trappgasse (Standort)                                             | Friedhofskreuz                          | Steinkruzifix mit neugotischem Sockel (bezeichnet 177?), neugotisch, zweite Hälfte 19. Jahrhundert.                                                    | D-6-74-163-144                   | Friedhofskreuz  |
| Nähe Trappgasse (Standort)                                             | Bildstock                               | Kantpfeiler auf Mensa, Aufsatz mit Inschrift, heilige Familie, Sebastian und Bischof, Sandstein, bezeichnet „1770“                                     | D-6-74-163-63 Wikidata           | weitere Bilder  |
| Siebenzehnäcker; nordöstlich des Dorfes (Standort)                     | Bildstock                               | Aufsatz mit Kreuzigung auf gefastem Pfeiler, Sandstein, um 1720/40, jüngeres Bild der Maria mit Kind, Terracotta                                       | D-6-74-163-67 Wikidata           | weitere Bilder  |
| Weingartsberg; am Feldweg nach Hainert (Standort)                      | Bildstock                               | Gefaster ionischer Pfeiler auf Mensa, Aufsatz mit Kreuzigung, Sandstein, barock, um 1710/30                                                            | D-6-74-163-68 Wikidata           | Bildstock       |
| Zehntweg 1 (Standort)                                                  | Reste der ehemaligen Zehntscheuer       | Bruchstein- und Quadermauerwerk in Sandstein, um 1689; nach Brand 1992 abgebrochen                                                                     | D-6-74-163-61 Wikidata           | weitere Bilder  |

### Westheim
| Lage                                                        | Objekt                              | Beschreibung | Akten-Nr.               | Bild                |
| ----------------------------------------------------------- | ----------------------------------- | --- | ----------------------- | ------------------- |
| Am Alten Sportplatz; am Weg zum Weiher (Standort)           | Bildstock                           | Mit gedrungener Säule, Aufsatz mit Inschrift und Beweinung, Sandstein, bezeichnet „1716“ | D-6-74-163-83 Wikidata  | weitere Bilder      |
| Am Oberschwappacher Weg; Haslach (Standort)                 | Zwei Kreuzsteine                    | Mit Ritzzeichnungen eines Kreuzes, Sandstein, wohl mittelalterlich | D-6-74-163-132 Wikidata | weitere Bilder      |
| Badgasse 6 (Standort)                                       | Wohnhaus                            | Zweigeschossiger und traufständiger Satteldachbau mit Fachwerkobergeschoss, 17. Jahrhundert | D-6-74-163-69 Wikidata  | weitere Bilder      |
| Gebrannte Marter; am Feldweg nach Wonfurt (Standort)        | Bildstock                           | Ionische Säule auf gekehltem Sockel, Aufsatz mit Wappen, Kreuzigung, heiliger Andreas und Bischof, Sandstein, barock, bezeichnet „1725“                                                                                    | D-6-74-163-86 Wikidata  | weitere Bilder      |
| Gebrünn (Standort)                                          | Kreuzschlepper                      | Sandstein, barock, modern bezeichnet „1710“, renoviert 1967 | D-6-74-163-85 Wikidata  | weitere Bilder      |
| In Westheim (Standort)                                      | Friedhofskreuz                      | Dreinageltypus auf Inschriftsockel, Sandstein, barock, bezeichnet „1740“ | D-6-74-163-82 Wikidata  | weitere Bilder      |
| In Westheim (Standort)                                      | Grabmal für Amalia Henriette Nagel  | Inschriftsockel, gebrochene Säule mit Festonmanschette auf Urnenunterbau, Sandstein, klassizistisch, um 1822–25 | D-6-74-163-131 Wikidata | weitere Bilder      |
| Kindergartenweg 2; Ortsausgang Richtung Eschenau (Standort) | Tabernakelbildstock                 | Mit Ornamentsockel, Segmentbogendach auf Säulen und Rückwand mit 14 Nothelfern, Sandstein, barock, erstes Viertel 18. Jahrhundert                                                                                          | D-6-74-163-84 Wikidata  | Tabernakelbildstock |
| Kirchgasse 4 (Standort)                                     | Ehemalige Synagoge                  | Zweigeschossiger Walmdachbau mit Thoranische, Treppenaufgang mit Satteldach, 1913 von Maurermeister Michael Wagner nach Plänen der Obersten Baubehörde München                                                             | D-6-74-163-122 Wikidata | weitere Bilder      |
| Westheimer Hauptstraße 33 (Standort)                        | Wohnhaus                            | Eingeschossiger und giebelständiger Satteldachbau mit Fachwerkgiebel, 1722 (dendro.dat.), Umbauten zweite Hälfte 19. und erste Hälfte 20. Jhd.                                                                             | D-6-74-163-70 Wikidata  | weitere Bilder      |
| Westheimer Hauptstraße 35 (Standort)                        | Bauernhaus                          | Gestelzter eingeschossiger und giebelständiger Satteldachbau in Fachwerk, seitlich zweigeschossiger und traufständiger Satteldachbau mit Hofeinfahrt und Fachwerkobergeschoss, 1715 (dendro.dat), Umbau 2. Hälfte 19. Jhd. | D-6-74-163-71 Wikidata  | weitere Bilder      |
| Westheimer Hauptstraße 36 (Standort)                        | Pfarrhaus                           | Zweigeschossiger Walmdachbau mit Mittelerker und Ziergiebel mit Fußwalm, Jugendstil, 1908–1910, von Fritz Fuchsenberger, mit Ausstattung                                                                                   | D-6-74-163-72 Wikidata  | weitere Bilder      |
| Westheimer Hauptstraße 36 (Standort)                        | Bildstock                           | Dreiseitiger Aufsatz mit gedrehten Ecksäulen, Walldürner Blutwunder und Monstranz, Sandstein, barock, 17./18. Jahrhundert                                                                                                  | D-6-74-163-73 Wikidata  | weitere Bilder      |
| Westheimer Hauptstraße 45 (Standort)                        | Evangelisch-lutherische Pfarrkirche | Saalbau mit Fassadenturm und Walmdach, Sandsteinquader, klassizistisch, 1840; mit Ausstattung | D-6-74-163-74 Wikidata  | weitere Bilder      |
| Westheimer Hauptstraße 47 (Standort)                        | Wohnhaus                            | Zweigeschossiger und traufständiger Frackdachbau mit Halbwalm und Fachwerkobergeschoss, 1698 | D-6-74-163-75 Wikidata  | weitere Bilder      |
| Westheimer Hauptstraße 49 (Standort)                        | Ehemaliges Gasthaus Schwarzer Adler | Zweigeschossiger Satteldachbau mit profilierten Rahmungen und Eckpilastern in Sandstein, klassizistisch, im Kern 1764, 1898 Erweiterung und Aufstockung für Tanzsaal                                                       | D-6-74-163-76 Wikidata  | weitere Bilder      |
| Westheimer Hauptstraße 49 (Standort)                        | Brauereiflügel                      | 18. Jahrhundert und 1877 | D-6-74-163-76 zugehörig | Brauereiflügel      |
| Westheimer Hauptstraße 50 (Standort)                        | Teil der ehemaligen Kirchenburg     | Mehrere Gaden, massive zweigeschossige Satteldachbauten mit spitz- und rundbogigen Kellertoren, und Reste der Ringmauer, spätmittelalterlich                                                                               | D-6-74-163-137 Wikidata | weitere Bilder      |
| Westheimer Hauptstraße 52 (Standort)                        | Katholische Pfarrkirche St. Michael | Saalbau mit Walmdach, Fassadenturm und Lisenengliederung, Sandsteinquader, neuromanisch, 1840; mit Ausstattung | D-6-74-163-77 Wikidata  | weitere Bilder      |
| Westheimer Hauptstraße 54 (Standort)                        | Bauernhaus                          | Zweigeschossiger und giebelständiger Frackdachbau mit Fachwerkobergeschoss, um 1800 | D-6-74-163-78 Wikidata  | weitere Bilder      |
| Zeller Weg 4 (Standort)                                     | Wohnhaus                            | Eingeschossiger und giebelständiger Satteldachbau mit profilierten Rahmungen und Fachwerkgiebel, 17. Jahrhundert | D-6-74-163-79 Wikidata  | Wohnhaus            |
| Zeller Weg 6 (Standort)                                     | Wohnhaus                            | Eingeschossiger und giebelständiger Satteldachbau mit Fachwerkgiebel, bezeichnet „1602“ | D-6-74-163-80 Wikidata  | weitere Bilder      |
| Zeller Weg 8 (Standort)                                     | Wohnhaus                            | Eingeschossiger und giebelständiger Satteldachbau mit Fachwerkgiebel, um 1600 | D-6-74-163-81 Wikidata  | weitere Bilder      |

### Wohnau
| Lage                                              | Objekt                           | Beschreibung | Akten-Nr.               | Bild                       |
| ------------------------------------------------- | -------------------------------- | --- | ----------------------- | -------------------------- |
| Saarwiesen (Standort)                             | Wegkreuz                         | Dreinageltypus auf Inschriftsockel, Sandstein, um 1890                                                           | D-6-74-163-126 Wikidata | Wegkreuz                   |
| Seegasse 1 (Standort)                             | Hoftor mit Fußgängerpforte       | Rustizierte Pfeiler mit Aufsätzen, Stichbogensturz, Sandstein, neubarock, bezeichnet „1851“                      | D-6-74-163-92 Wikidata  | weitere Bilder             |
| Seegasse 3 (Standort)                             | Hoftor mit Fußgängerpforte       | Geohrter und faszierter Rahmen, mit Aufsätzen, Sandstein, spätbarock, bezeichnet „1754“                          | D-6-74-163-88 Wikidata  | weitere Bilder             |
| Zabelsteinstraße 4; Zabelsteinstraße 6 (Standort) | Hoftor mit Fußgängerpforte       | Geohrter und faszierter Rahmen, mit Aufsätzen, Sandstein, spätbarock, Mitte 18. Jahrhundert                      | D-6-74-163-91 Wikidata  | weitere Bilder             |
| Zabelsteinstraße 13 (Standort)                    | Katholische Kapelle St. Wendelin | Walmdachbau mit Dachreiter und Werksteingliederungen in Sandstein, 1753                                          | D-6-74-163-87 Wikidata  | weitere Bilder             |
| Zabelsteinstraße 15 (Standort)                    | Hoftor mit Fußgängerpforte       | Rustizierte Pfeiler, geohrte und faszierte Rahmung, mit Aufsätzen, Sandstein, spätbarock, bezeichnet „1753“      | D-6-74-163-89 Wikidata  | weitere Bilder             |
| Zabelsteinstraße 26 (Standort)                    | Hoftor mit Fußgängerpforte       | Rustizierte Pfeiler, geohrter und faszierter Rahmen, mit Aufsätzen, Sandstein, spätbarock, Mitte 18. Jahrhundert | D-6-74-163-90 Wikidata  | Hoftor mit Fußgängerpforte |

### Zell am Ebersberg
| Lage                                                        | Objekt                                      | Beschreibung | Akten-Nr.               | Bild                                        |
| ----------------------------------------------------------- | ------------------------------------------- | --- | ----------------------- | ------------------------------------------- |
| Böhlstraße, neben der Brücke, Böhlgrund (Standort)          | Figur des heiligen Johannes von Nepomuk     | Auf gekehltem Sockel Rokoko, bezeichnet „1759“, renoviert 1963                                                                                | D-6-74-163-96 Wikidata  | Figur des heiligen Johannes von Nepomuk     |
| Gartenstraße (Standort)                                     | Wegkapelle                                  | Offenes Gehäuse mit Satteldach, Sandsteinquader, um 1900                                                                                      | D-6-74-163-98 Wikidata  | weitere Bilder                              |
| Hintere Gärten; in der Waldabteilung Kreuzstraße (Standort) | Bildstock, sogenannte Kellnermarter         | Gefaster Pfeiler auf erneuertem Inschriftsockel, Aufsatz mit Beweinung und Rollwerk, Renaissance, bezeichnet „1577“                           | D-6-74-163-99 Wikidata  | weitere Bilder                              |
| Marienstraße (Standort)                                     | Wegkreuz                                    | Dreinageltypus auf Inschriftsockel, Sandstein, um 1890/1910                                                                                   | D-6-74-163-95 Wikidata  | weitere Bilder                              |
| Mühlgasse (Standort)                                        | Wegkapelle                                  | Offenes Gehäuse mit Satteldach und Figur des heiligen Wendelin, Sandstein, letztes Viertel 18. Jahrhundert                                    | D-6-74-163-93 Wikidata  | weitere Bilder                              |
| Sander Straße 10 (Standort)                                 | Grabmal für Johann Schneider                | In der Art eines Kriegerdenkmals, mit Obelisk, Löwe, Kanonen und Helm, Sandstein, neuklassizistisch, 1914, Inschrifttafel polierte Kalkplatte | D-6-74-163-128 Wikidata | weitere Bilder                              |
| Zeller Hauptstraße; südlich der Kirche (Standort)           | Bildstock                                   | Gedrehte Säule auf Mensa, Aufsatz mit Kreuzigung und Stiftern, Auferstehung und Heiligen, Sandstein, barock, um 1670/1690                     | D-6-74-163-97 Wikidata  | weitere Bilder                              |
| Zeller Hauptstraße 23 (Standort)                            | Marienfigur                                 | Sandstein, gotisierend, Ende 19. Jahrhundert                                                                                                  | D-6-74-163-130 Wikidata | weitere Bilder                              |
| Zeller Hauptstraße 24 (Standort)                            | Wohnhaus                                    | Zweigeschossiger und giebelständiger Halbwalmdachbau mit geohrten Rahmungen und Fachwerkobergeschoss, letztes Viertel 18. Jahrhundert         | D-6-74-163-123 Wikidata | weitere Bilder                              |
| Zeller Hauptstraße 29 (Standort)                            | Katholische Pfarrkirche St. Maria Magdalena | Dreigeschossiger Turm, im Erdgeschoss Maßwerke, in der Substanz 15. Jahrhundert, Obergeschosse Rundbogenstil, 1855, sonst Neubau von 1972     | D-6-74-163-94 Wikidata  | Katholische Pfarrkirche St. Maria Magdalena |

## Ehemalige Baudenkmäler
In diesem Abschnitt sind Objekte aufgeführt, die früher einmal in der Denkmalliste eingetragen waren, jetzt aber nicht mehr. Objekte, die in anderem Zusammenhang also z. B. als Teil eines Baudenkmals weiter eingetragen sind, sollen hier nicht aufgeführt werden. Aktennummern in diesem Abschnitt sind ehemalige, jetzt nicht mehr gültige Aktennummern.

| Lage                                                | Objekt                      | Beschreibung                   | Akten-Nr.               | Bild           |
| --------------------------------------------------- | --------------------------- | ------------------------------ | ----------------------- | -------------- |
| Knetzgau Ringstraße 17 (Standort)                   | Zweigeschossiges Bauernhaus | Obergeschoss Fachwerk, um 1700 | D-6-74-163-112 Wikidata | weitere Bilder |
| Hainert Ortsausgang nach Unterschwappach (Standort) | Baldachinbildstock          | Mit Kreuzschlepper, 18.. (?)   | D-6-74-163-34 Wikidata  | BW             |